# Edward Begle
Edward Begle   (Saginaw, 27 de novembre de 1914 - Palo Alto, 2 de març de 1978) va ser un matemàtic estatunidenc.
Begle va estudiar matemàtiques a la universitat de Michigan, sent la seva especialitat favorita la topologia ensenyada per Raymond Wilder. Després va ser acceptat a la universitat de Princeton per fer el doctorat amb el topologista Solomon Lefschetz. Els dos cursos següents va ser assistent a Princeto i Michigan fins que el 1942 va ser nomenat professor de la universitat Yale en la qual va romandre fins al 1961. Des d'aquesta data fins a la seva mort va ser professor de la Universitat Stanford.
La seva àrea de recerca va ser la topologia, tema sobre el que va publicar una dotzena d'articles, però va ser molt més conegut com director del programa SMSG (School Mathematics Study Group), impulsat per la National Science Foundation, que va ser l'introductor de la matemàtica moderna en els currículums acadèmics de l'ensenyament primari i secundari. Aquest grup d'estudi va començar els seus treballs el 1958 i va rebre més de deu milions de dòlars en fons federals per al seu projecte fins que es va finalitzar oficialment el 1972. Begle en va ser el director durant tot el període.